# Plavi Kristov cvijet
Plavi Kristov cvijet (krunica gospodinova, lat. Passiflora caerulea) je biljka koje potječe iz južnog Brazila i Argentine, a tamo je poznata pod imenom pasionaria ili mburucuyá. U Paragvaju je nacionalni cvijet. U narodu je dobila imena kao što su: Isusova kruna, Isusova muka, Isusovo cvijeće, Kristova kruna, Gospodinova kruna, mukokaža. Jedan od znanstvenih naziva je modra pasiflora.

## Opis
Loza koja odrveni može narasti od 15-20 metara. Listovi su živahnozelene boje, troprstni iili petoprstni kao i listovi palme te su dugi od 10-18 cm. Cvijet ima promjer oko 10 cm s pet latica koji su bjelkasti. Njezin plod je ovalan i ima mnogo sjemenki koje imaju sličnosti sa sjemenkama nara.
Od svih vrsta pasiflora najpogodnija je za uzgoj u kući.  Biljka je vazdazelena ili poluvazdazelena penjačica. Ima vitice, a stabljike su drvenaste. Cvjeta od ljeta do jeseni. Cvjetovi su mirisni i bijeli modro isprugane krunice. Biljka može narasti do 10 metara visine. Otporna je na studen, pa ju se može uzgajati i vanka. Podnosi temperature do -15°C.
Ime su joj dali katolički misionari u 18. stoljeću, zbog osobina kojim podsjeća na raspeće Isusa Krista. Pet prašnika je kao pet Isusovih rana na križu, trodjelni tučak tri čavla, a cvjetište stub križa. Vjenčić podsjeća na krunu od trnja.

## Ljekovitost biljke
Njezin se plod rijetko jede svjež. Od njezinih se cvjetova pravi čaj za koji se smatra da pomaže protiv stresa i nervoze. Međutim, njezini listovi sadrže jedan sastojak nazvan cijanogenetskim glikozidom, koji je otrovan.

## Sinonimi
- Passiflora chinensis hort. ex Mast.

## Galerija
- Cvijet.
- Listovi.
- Otvoreni plod.
- Cvijet u prerezu.
- Plod i usahli cvijet.